# For All Mankind (film)
Pour la série télévisée de 2019, voir For All Mankind (série télévisée).
Pour plus de détails, voir Fiche technique et Distribution.
For All Mankind est un film documentaire américain réalisé par Al Reinert en 1989 et traitant des missions Apollo de la NASA.
Le film présente quatre-vingt minutes de prises de vues effectuées lors des missions américaines Apollo qui se sont déroulées dans les années 1960 et 1970. L'objectif du documentaire est de montrer le point de vue humain des vols spatiaux. Ainsi les commentaires sont composés des voix des astronautes enregistrées lors de leurs missions ainsi que de leurs interviews. Le film se concentre sur la beauté de la Terre vue de l'espace.

## Synopsis
La Terre vue depuis l'espace à travers des images de la NASA tournées lors des missions Apollo.

## Fiche technique
- Titre : For All Mankind
- Réalisation : Al Reinert
- Production : Betsy Broyles Breier, Al Reinert, Ben Young Mason, Fred Miller (en)
- Musique : Brian Eno
- Montage : Susan Korda
- Distribution : Apollo Associés
- Dates de sortie : États-Unis : 1er novembre 1989
- Durée : 80 minutes
- Langue : anglais

## Distribution
Avec les voix de
- Jim Lovell : Apollo 8, Apollo 13
- Russell Schweickart : Apollo 9
- Eugene Cernan : Apollo 10, Apollo 17
- Michael Collins : Apollo 11
- Charles Conrad : Apollo 12
- Richard Gordon : Apollo 12
- Alan Bean : Apollo 12
- Jack Swigert : Apollo 13
- Stuart Roosa : Apollo 14
- James Irwin : Apollo 15
- Kenneth Mattingly : Apollo 16
- Charles Duke : Apollo 16
- Harrison Schmitt : Apollo 17

Images d'archives
- Buzz Aldrin
- Bill Anders
- Neil Armstrong
- Steve Bales
- Frank Borman
- Walter Cunningham
- Ron Evans
- Fred Haise
- Neil B. Hutchinson
- Christopher Kraft
- Gene Kranz
- Jim McDivitt
- Edgar D. Mitchell
- Bob Overmyer
- Buck Owens
- Wally Schirra
- Dave Scott
- Alan Shepard
- Deke Slayton
- Thomas P. Stafford
- Edward H. White II
- John Young
- Lyndon Johnson
- John F. Kennedy
- Joe Kerwin

## Prix et nominations
- Sundance Film Festival 1989
  - Prix du public
  - Grand prix du jury
- Academy Award du meilleur documentaire en 1990 : nomination